# Olnitsa
Olnitsa (ryska: Ольница) är ett vattendrag i Belarus.   Det ligger i voblasten Mahiljoŭs voblast, i den centrala delen av landet, 130 km sydost om huvudstaden Minsk.
I omgivningarna runt Olnitsa växer i huvudsak blandskog. Runt Olnitsa är det glesbefolkat, med 15 invånare per kvadratkilometer.